# Processo di fusione dell'ossigeno
Il processo di fusione dell'ossigeno comprende una serie di reazioni di fusione nucleare che avviene in una stella massiccia quando questa ha esaurito gli elementi più leggeri nel proprio nucleo. La fusione avviene a temperature attorno a 1,5×109 K / 130 keV e densità di 1010 kg/m3.
Le reazioni principali che possono aver luogo sono le seguenti, con la probabilità più elevata per la produzione del Silicio.
|  | 16O + 16O | → | 28Si + 4He + 9,594 MeV (~ 60%) |
|  | 16O + 16O | → | 31P + 1H + 7,678 MeV (~ 40%)   |
|  | 16O + 16O | → | 31S + n + 1,500 MeV            |
|  | 16O + 16O | → | 30Si + 2 1H + 0,381 MeV        |
|  | 16O + 16O | → | 30P + 2D - 2,409 MeV           |

Reazioni alternative a probabilità molto più ridotta sono:
|  | 16O + 16O | → | 32S + γ      |
|  | 16O + 16O | → | 24Mg + 2 4He |

Con il processo di fusione del neon, nel centro della stella si crea un nucleo inerte di O-Mg. Quando questo processo termina per l'esaurimento del neon, il nucleo si contrae e si riscalda fino al punto di innesco della fusione dell'ossigeno. Nel giro di circa sei-dodici mesi, la stella consuma il suo ossigeno, accumulando silicio nel nucleo. Poiché la temperatura non è sufficientemente alta perché si inneschi il processo di fusione del silicio, questo nucleo è temporaneamente inerte. Quando tutto l'ossigeno si è esaurito, il nucleo cessa di produrre energia e quindi si raffredda, innescando una contrazione che a sua volta porta a riscaldare il nucleo fino al punto di accensione del processo di fusione del silicio.
In questa fase, la stella è composta da una serie di strati concentrici, in ognuno dei quali fonde un elemento specifico. Questi strati sono (dall'interno verso l'esterno): ossigeno, neon, carbonio, elio e idrogeno.
Il processo di fusione dell'ossigeno è l'ultima reazione nucleare nella stella che non procede attraverso il processo alfa.